# Horgener Kultur

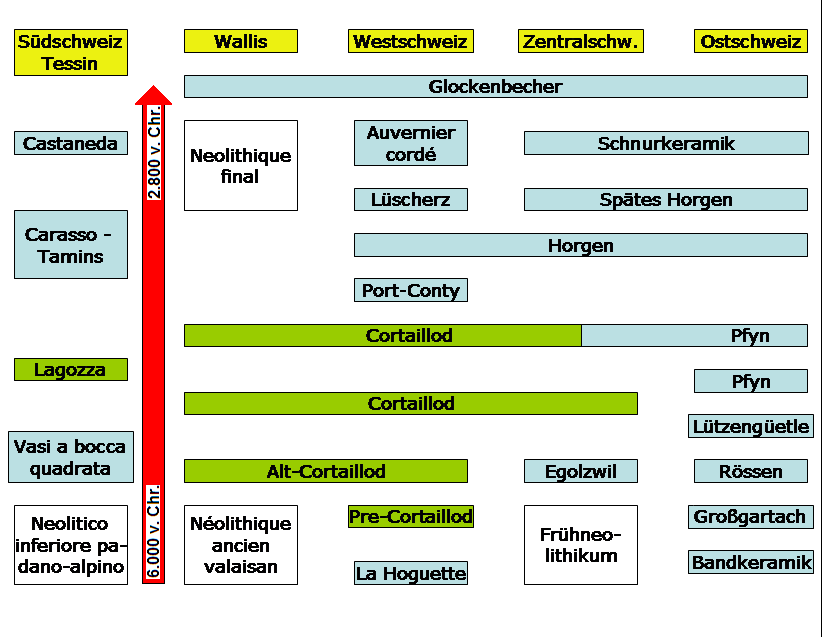
Kulturenfolge in der Schweiz

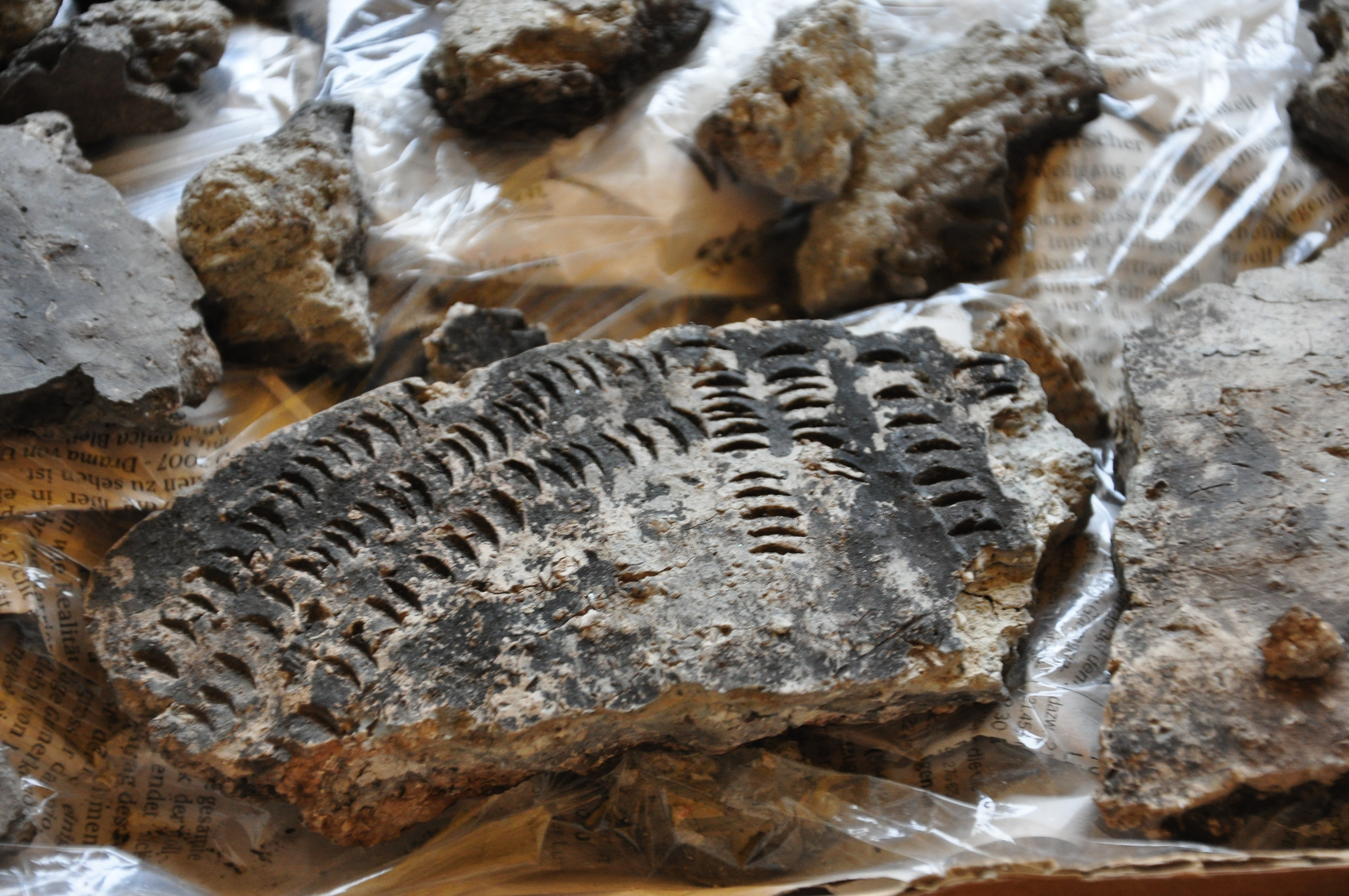
Keramikreste aus der Feuchtbodensiedlung im Umfeld des sogenannten Kleinen Hafners auf der Baustelle für das Parkhaus Opéra in Zürich

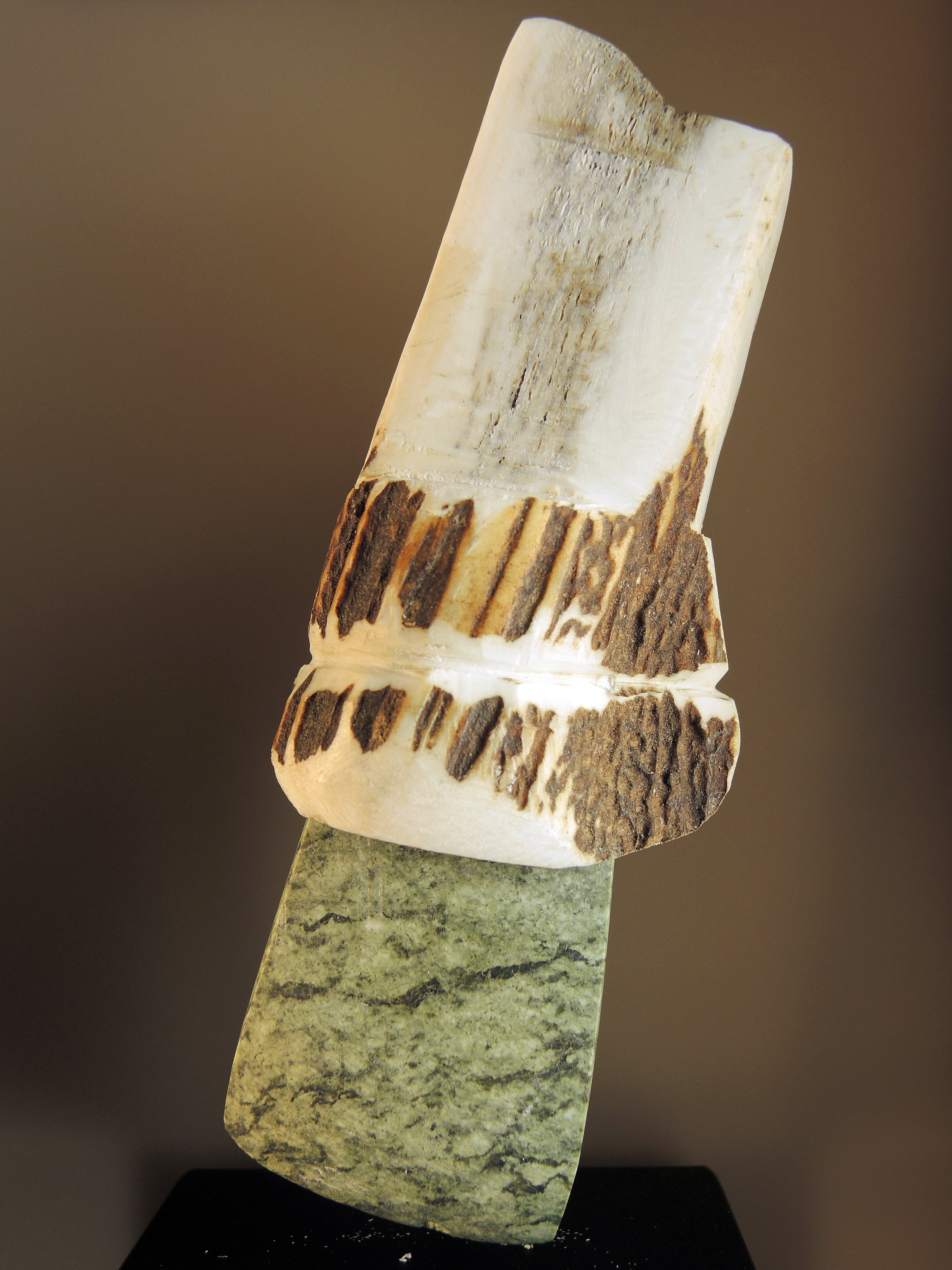
Steinbeil im Zwischenfutter aus Hirschgeweih aus der Rettungsgrabung Parkhaus Opéra beim Kleinen Hafner in Zürich

Mit Horgener Kultur bezeichnet man eine jungsteinzeitliche Kultur zwischen 3400 und 2800 v. Chr. auf dem Gebiet der Schweiz und des südlichen Baden-Württembergs, die durch Feuchtbodensiedlungen und Pfahlbauten gekennzeichnet ist. Sie ist benannt nach dem initialen Fundort in Horgen am Zürichsee. 
Die Horgener Kultur folgt im Schweizer Mittelland zwischen Genfersee und Zürichsee auf die Cortaillod-Kultur, in der Ostschweiz und im Norden (Bodensee) auf die Pfyner Kultur. Sie gilt als östlichster Ausläufer der Seine-Oise-Marne-Kultur in Frankreich.

## Fundgeschichte, Namensgebung
Im Jahr 1923 traten bei Bauarbeiten in Horgen im Gebiet Scheller am Ufer des Zürichsees Funde zu Tage. Im Jahre 1934 erkannte der Prähistoriker Emil Vogt vom Schweizerischen Landesmuseum, dass die Funde sich charakteristisch von anderen Epochen unterschieden. Weitere wichtige Fundstellen sind Sipplingen am Bodensee oder Bad Buchau am Federsee. In den Jahren 1987 bis 1990 fanden wesentliche Untersuchungen der Fundstelle statt, dabei musste zumeist unter Wasser gearbeitet werden.
Zu bedeutenden Funden, so der zweitältesten Tür der Welt, kam es ausserdem bei einer Rettungsgrabung während der Bauarbeiten für das Parkhaus Opéra am Zürcher Theaterplatz von April 2010 bis Januar 2011. Auf rund 3000 Quadratmetern liessen sich dabei die Reste von sechs Siedlungsphasen der Horgener Kultur und zwei der schnurkeramischen Kultur dokumentieren. Diese Fundstelle übertrifft die bisher bekannten deutlich an Fläche und Fundmenge. Aufgrund der Repräsentativität und der hohen Datendichte erlaubt sie tiefe Einblicke in Gesellschaft, Wirtschaft und Umwelt vor 5000 Jahren.

## Keramik und Werkzeuge
Die Horgener Kultur ist durch grobe, dickwandige, zylinderförmige Keramik gekennzeichnet. Da sie sich darin von ihren Vorgängerkulturen unterscheidet, kam die Vermutung auf, dass die Träger der Horgener Kultur Einwanderer gewesen seien. Wie Martin Kolb (siehe Literatur) berichtet, deuten dagegen Funde in Sipplingen auf einen fliessenden Kulturwandel, was die Vermutung nahelegt, dass die Horgener Kultur einen bodenständigen Ursprung hat. Die Pfahlbausiedlung Arbon-Bleiche 3 steht ebenso zeitlich und typologisch zwischen den beiden Kulturen.
Die Unterschiede in der Keramik lassen sich auch durch ein verändertes Nutzungsverhalten erklären. Wie Speisereste in der Keramik der Horgener Kultur belegen, wurden die dickwandigen Gefässe auch für das Erwärmen von Speisen verwendet; die Nutzung ging also über das Aufbewahren von Lebensmitteln hinaus.
Bei den aufgefundenen Werkzeugen lassen sich alle Produktionsschritte nachweisen, ihre Form ist schlicht und zweckmässig.
Besonders typisch für diese Zeit sind Zwischenfutter aus Hirschgeweih, welche zwischen einen Holm und ein Steinbeil aufgeschäftet wurden. So verschlissen die Holme weniger schnell.